# Third Lake
Third Lake é uma vila localizada no estado americano de Illinois, no Condado de Lake.

## Demografia
Segundo o censo americano de 2000, a sua população era de 1355 habitantes.
Em 2006, foi estimada uma população de 1406, um aumento de 51 (3.8%).

## Geografia
De acordo com o United States Census Bureau tem uma área de
2,1 km², dos quais 1,4 km² cobertos por terra e 0,7 km² cobertos por água.

## Localidades na vizinhança
O diagrama seguinte representa as localidades num raio de 8 km ao redor de Third Lake.